# 천룡팔부 (2003년 드라마)
《천룡팔부》(중국어 간체자: 天龙八部, 정체자: 天龍八部, 병음: Tiān lóng bā bù 톈룽바부[*], 한자음: 천룡팔부)은 중국의 텔레비전 드라마.

## 등장 인물
- 후쥔(胡军) : 교봉(喬峰) 역
- 린즈잉(林志穎): 단예(段譽) 역
- 류이페이(刘亦菲) : 왕어언(王語嫣) 역
- 천하오(陈好) : 아자(阿紫) 역
- 류도(刘涛) : 아주(阿朱) 역
- 가오후(高虎) : 허죽(虛竹) 역